# 江原特別自治道警察庁
江原特別自治道警察庁（カンウォンとくべつじちどうけいさつちょう、Gangwon Provincial Police Agency、カンウォントゥクピョルジャチドギョンチャルチョン）は大韓民国江原特別自治道の17警察署を監督する機関である。

## 歴史
- 1945年10月21日：国立警察創設と共に江原道警察部発足
- 1946年4月11日：管轄区域を再編し警察署を2つ設置
- 1949年2月23日：江原道警察局に名称改称。
- 1963年1月1日：蔚珍警察署を慶北地方警察庁に移管。
- 1991年8月1日：警察庁への改変に伴い、江原地方警察庁に名称改称。
- 2021年1月4日：自治警察制移行に伴い、江原道警察庁に改称。
- 2023年6月11日：特別自治道移行に伴い、江原特別自治道警察庁に改称。

## 管轄警察署
- 春川警察署
- 江陵警察署
- 原州警察署
- 東海警察署
- 太白警察署
- 束草警察署
- 三陟警察署
- 寧越警察署
- 旌善警察署
- 洪川警察署
- 平昌警察署
- 横城警察署
- 高城警察署
- 麟蹄警察署
- 鉄原警察署
- 華川警察署
- 楊口警察署